# HD 87883 b
HD 87883 b (بالإنجليزية: HD 87883 b)‏ الذي يرمز له بالرمز HD 87883b، هو كوكب خارج المجموعة الشمسية، في كوكبة الأسد الأصغر، يتبع HD 87883 ‏.

## الاكتشاف
اكتشف في 13 أغسطس 2009.